# Gerard Brandt
Gerard Brandt (25 juillet 1626, Amsterdam - 12 octobre 1685, Amsterdam) est un prédicateur, dramaturge, poète, historien de l'église, biographe et historien de la marine néerlandais. Écrivain bien connu à son époque, ses œuvres comprennent une Vie de Michiel de Ruyter (1687, Het Leven en bedryf van den Heere Michiel de Ruiter - une source importante sur la vie de l'amiral) et une Historie der vermaerde zee- en koopstadt Enkhuisen (1666, Geschiedenis van Enkhuizen - toujours une source importante pour l'histoire ancienne de cette ville).

## Biographie
Brandt est le fils de l'horloger Gerard Brandt et de sa femme Neeltje Jeroens. A 17 ans, Gerard junior écrit la pièce De Veinzende Torquatus, jouée plus tard dans l'Amsterdamse Schouwburg, dont son père est le régent. Lorsqu'il devient plus tard un prédicateur bien connu et un érudit sérieux, il ne voulait pas que l'on se souvienne de ses œuvres et de ses erreurs de jeunesse. Il est surtout connu pour son "grafrede" sur Pieter Cornelisz. Hooft en 1647, une traduction de l'éloge funèbre de Ronsard de Jacques du Perron qu'il fait interpréter par l'acteur Van Germez. Il poursuit également son propre travail, dans lequel il est accusé de plagiat dans Aen den onbeschaemden letter-dief, un discours dans lequel il appelle Hooft "le seul poète qu'Amstel ait produit", une attaque claire contre Vondel.

## historien et biographe néerlandais
Sous l'influence du professeur Gaspard van Baerle, et de la fille de Barlaeus en particulier, Brandt abandonne ses études d'horlogerie et réussit en 1652 son examen, devenant prédicateur remontrant à Nieuwkoop. Il épouse Suzanne van Baerle et leurs trois fils deviennent plus tard prédicateurs. Brandt travaille de 1660 à 1667 à Hoorn, avant de s'installer à Amsterdam. L'un de ses grands mécènes est le bourgmestre Andries de Graeff. En 1676, l'amiral Michiel de Ruyter meurt et en 1681, son fils Engel de Ruyter commande une biographie de lui à Brandt pour 400 florins. Brandt reçoit des informations à ce sujet de la veuve et des enfants de Ruyter, mais il est laissé incomplet à la mort de Brandt en 1685 - les fils de Brandt, Caspar et Johannes, le terminent, le publiant sous la forme d'un volume de 1063 pages en 1687.

### La vie de Vondel
Sa compilation exhaustive des œuvres et de la biographie du poète néerlandais Joost van den Vondel lui vaut une place dans la liste des 1000 textes clés de la littérature néerlandaise dans la DBNL.

### Vie de l'amiral Michiel de Ruyter
Dans son ouvrage sur les biographies d'artistes, Arnold Houbraken cite la biographie de Gerard Brand , relatant l'anecdote où Willem van de Velde l'Ancien demande à l'amiral de Ruyter la permission de lui faire ramer une galère pour avoir une bonne vue des combats le soir de la bataille navale en 1666, événement connu sous le nom de bataille des quatre jours. Il n'est pas le seul artiste à peindre les scènes de cette bataille.
Cet acte est plus tard la raison pour laquelle van Velde obtient sa commission de marine à Londres et montre à quel point l'amiral de Ruyter est célèbre dans la foi aveugle que les artistes (et les Hollandais en général) avaient en lui. Le travail de Brandt devient un texte standard pour les étudiants pendant des siècles.

## Travaux
- Stichtelijke Gedichten, 1664
- Historie van de vermaerde zee- en koopstadt Enkhuisen, Amsterdam 1666.
- Leven van Hooft, 1677
- Historie der Reformatie ( Histoire de la Réforme - disponible sur Wikisource ), 1668-74. Une attaque contre Willem Baudartius, il est lui-même attaqué, notamment par Hendrik Ruyl de Rulaeus, Amsterdam, et Brandt doit rédiger une apologie pour répondre aux allégations en 1675
- Leven van Vondel, 1682
- Het leven en het bedrijf van den Heere Michiel de Ruyter . Amsterdam 1687 (ISBN 90-6103-401-9) (édition fac-similé )